# Akwid
Akwid és un grup mexicà de hip-hop format a Jiquilpan, Michoacán. Està format pels germans Francisco "AK" Gómez i Sergio "Wikid" Gómez. En el seu origen s'anomenava Juvenile Style.

## Discografia
- Proyecto Akwid (2003)[3]
- Komp 104.9 Radio Compa (2004)
- Los Aguacates de Jiquilpan (2005)[4]
- E.S.L. (2006)
- La Novela (2008)
- Clasificado "R" (2010)
- Revólver (2013)
- El Atraco (2015)